# Armadillidium hemprichii
Armadillidium hemprichii är en kräftdjursart som beskrevs av Brandt 1833. Armadillidium hemprichii ingår i släktet Armadillidium och familjen klotgråsuggor. Inga underarter finns listade i Catalogue of Life.